# ジョン・スマイバート
ジョン・スマイバートもしくはジョン・スミバート（John Smibert、姓は Smybertとも、1688年3月24日 - 1751年4月2日）はスコットランド生まれのアメリカの画家である。

## 略歴
エジンバラで生まれた。塗装業、左官の徒弟をした後、1709年にロンドンに出て、馬車の装飾画家や看板描きなどの仕事をした。1713年から1716年の間、宮廷画家のゴドフリー・ネラーが開いていた絵画学校で学んだ。エディンバラに戻り肖像画家として働き始めた。1719年1722年の間、イタリアで修業した後、1722年から1728年までロンドンに住み肖像画家として活動した。
肖像画の顧客の一人にアイルランド出身の哲学者、聖職者のジョージ・バークリーがいて、バークリーはバミューダに神学校を創立する計画をたて、スマイバートを美術の教授として誘い、1728年にバークリーとスマイバートはアメリカに移った。
資金が集まらず神学校は実現せず、バークリーは1732年にアメリカを離れるが、スマイバートはボストンで暮らし始め、1730年に結婚した。1734年にはボストンに画材や版画を売る店を開き、2階には、ヨーロッパで模写した絵画や塑像を展示した。美術史家のRichard H. Saundersはこの店を「アメリカ最初の美術館」と表現しているが、チャールズ・ウィルソン・ピールやギルバート・ステュアート、ジョン・トランブルといった初期のアメリカの画家たちに影響を与えた。
1740年から建設されたボストンの公設市場、ファニエル・ホールに建築家として関わり、イギリスのスタイルでデザインした。スマイバートの設計した建物は1761年に火災で失われるが、再建され、1806年に一部の設計を残して大規模な増築が行われた。
ボストンで死去した。
息子のナサニエル・スマイバート(Nathaniel Smibert:1734–1756)も肖像画家になったが、22歳で亡くなった。

## 作品

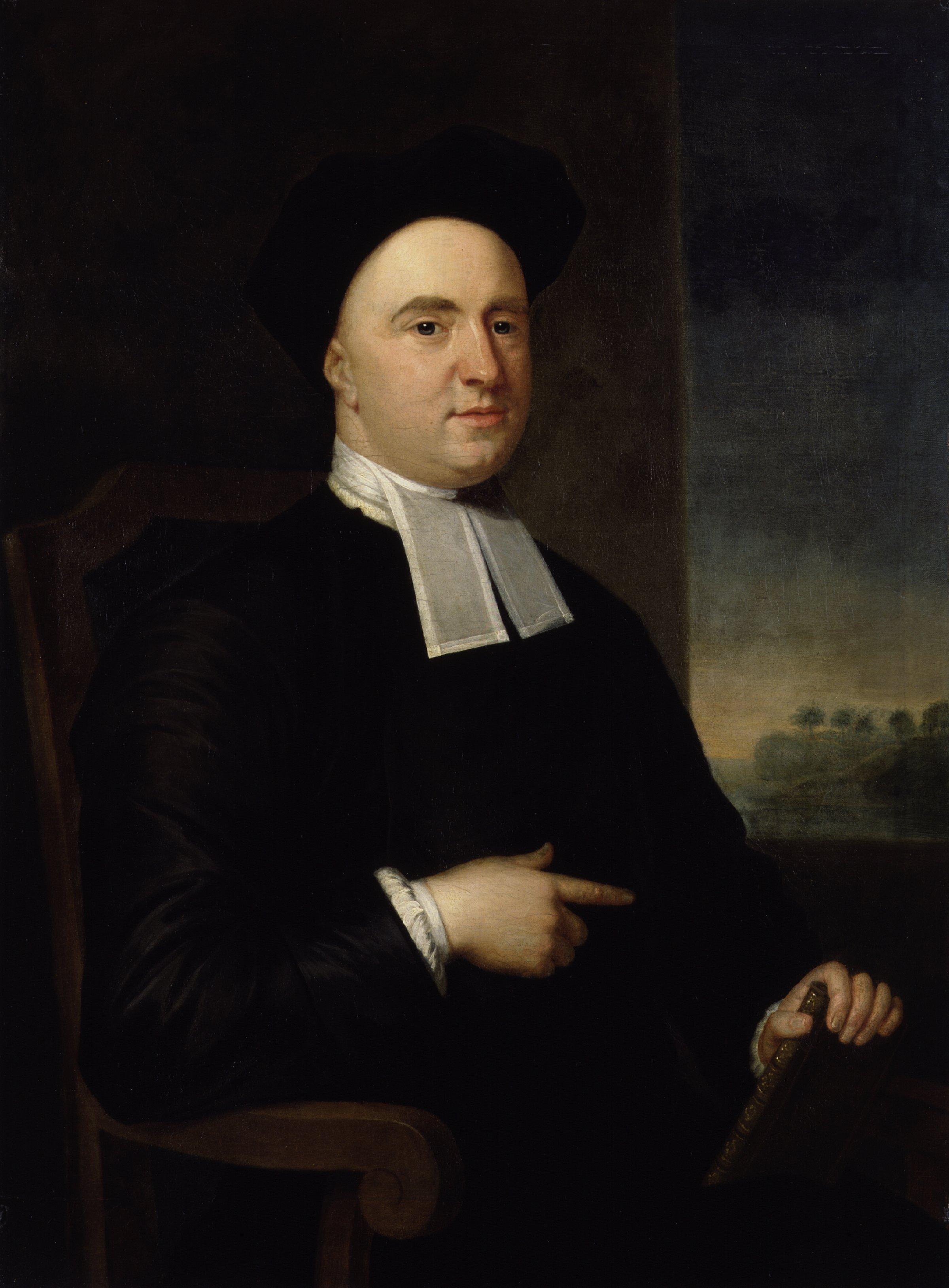
ジョージ・バークリー
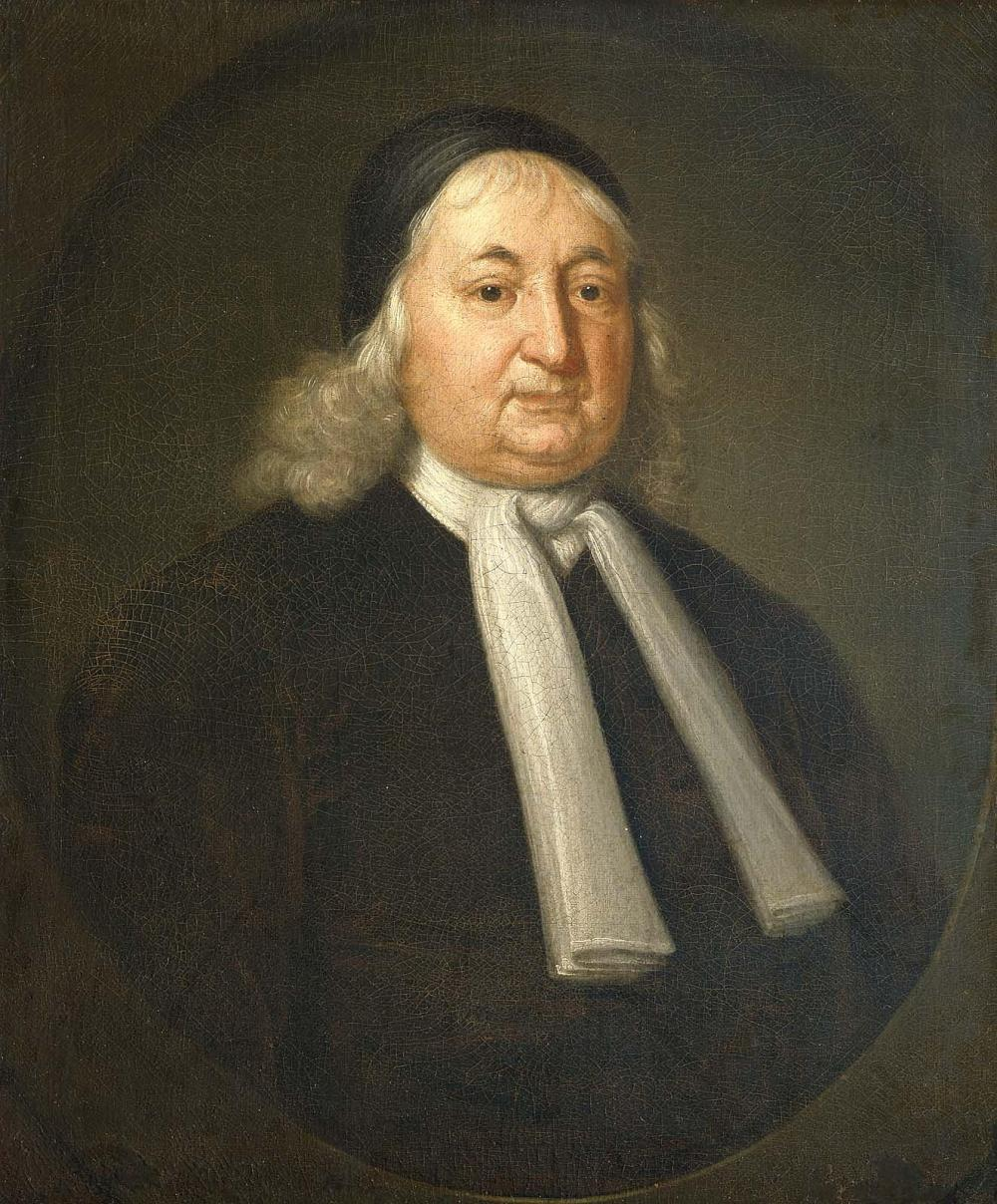
サミュエル・セウォール-判事
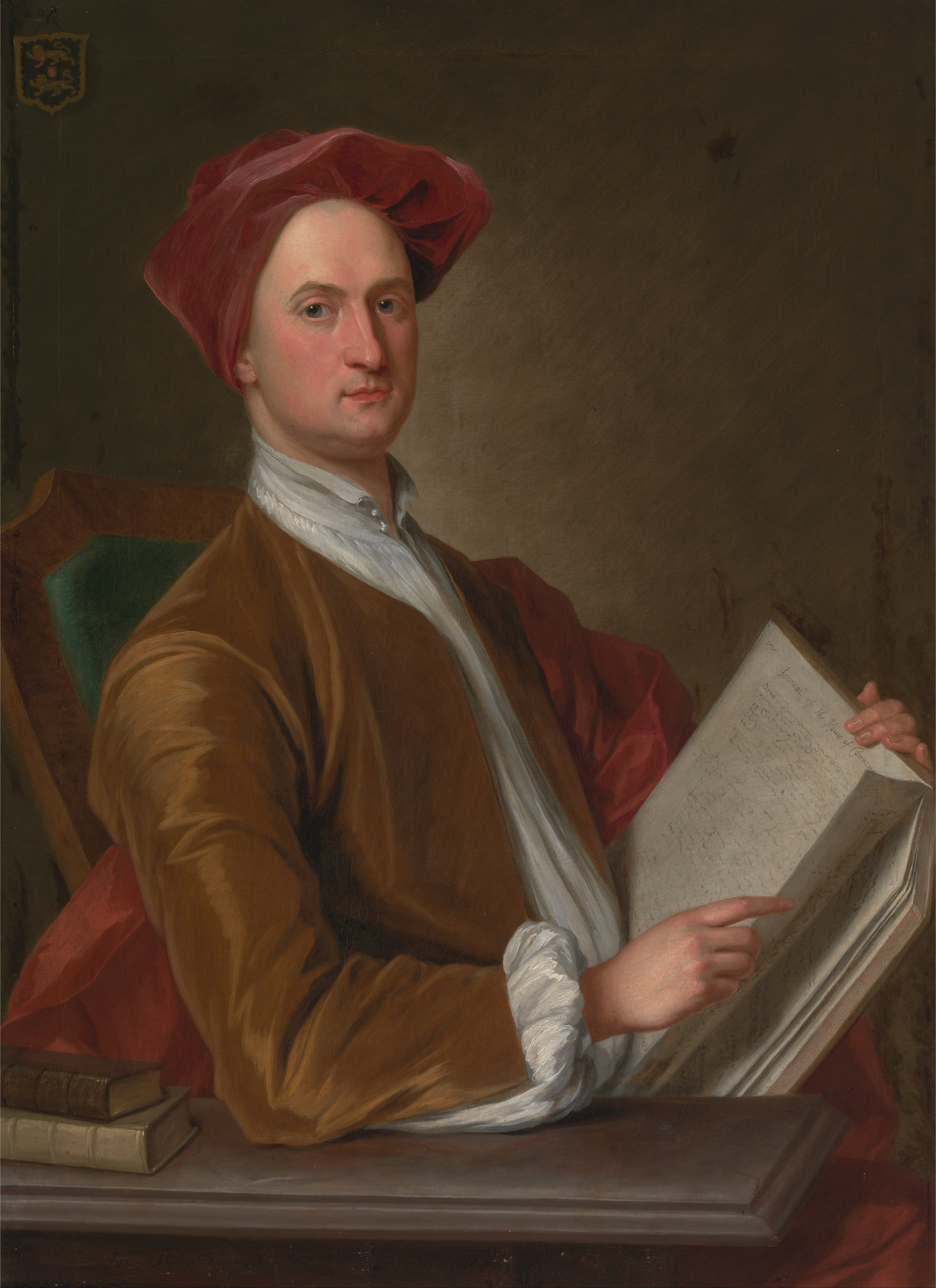
John Rushout-政治家
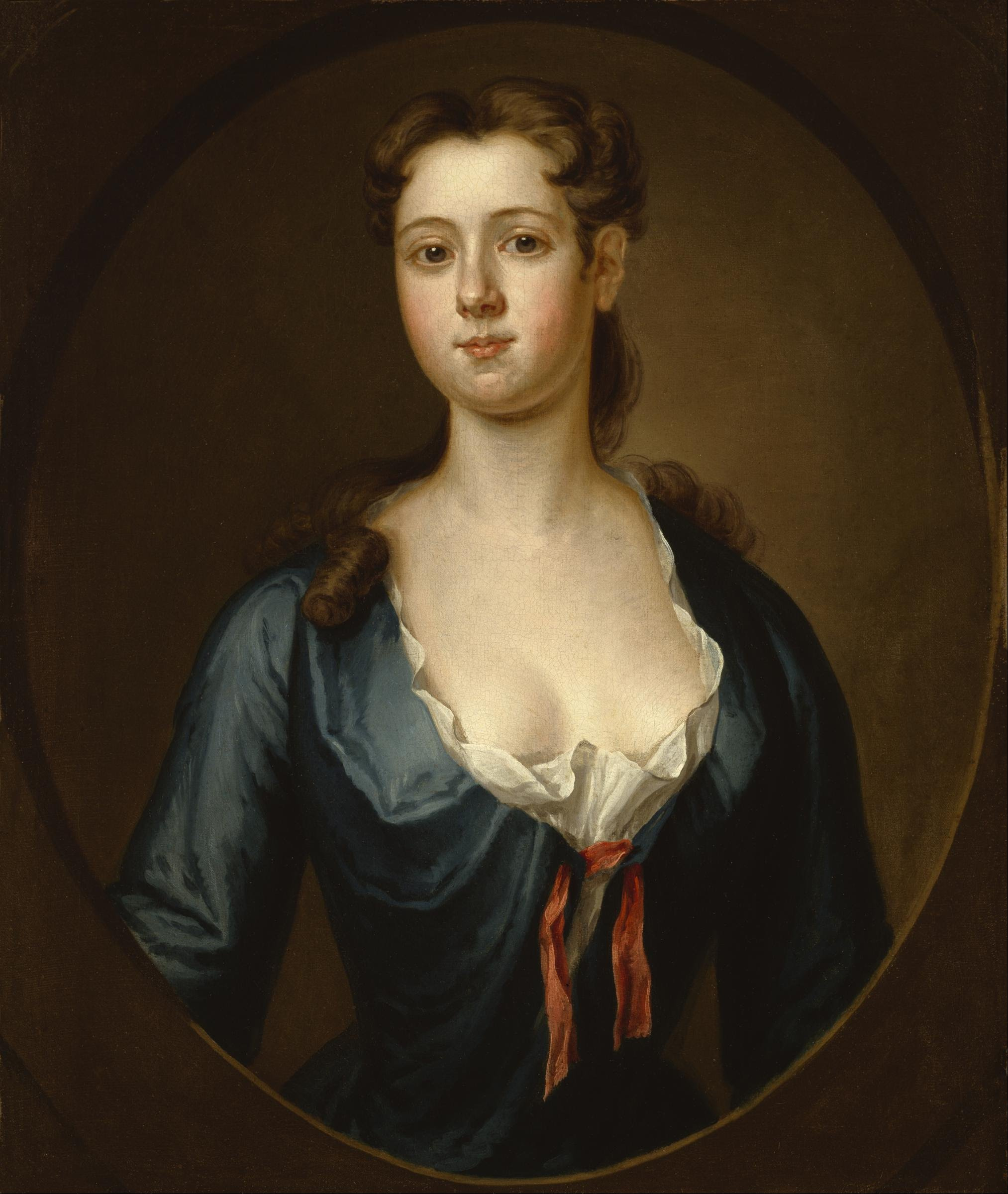
Portrait of Mary Pemberton

## 関連図書
- A.T. Perkins. Notes on portraits by Blackburn and Smibert. Proceedings of the Massachusetts Historical Society, Vol. 17, May 1879.
- Richard H. Saunders, John Smibert: colonial America's first portrait painter. Yale University Press, 1995.